# 李國翰
李國翰（？—1658年），漢軍鑲藍旗人，其先祖世居清河。清朝初期军事将领，授三等候。

## 生平
父親李繼學，初為商人，跟從明經略楊鎬軍，嘗通使於後金。天命六年（1621年），後金攻克遼陽，李繼學來歸，授職都司。以副將劉興祚貪婪收賄，被彈劾罷官。屢次虜獲明朝間諜，捕獲逃人，授世職三等副將。請老，以其子李國翰承襲世職。李國翰事奉太宗皇太極，授職侍衛，賜號「墨爾根」。
天聰三年（1629年），李國翰跟從大軍伐明，迫近明都。還攻永平，戰先眾。天聰五年（1631年），圍攻大凌河，城兵突出，李國翰督兵擊退城兵；明兵自錦州赴援，又被李國翰攻擊而敗走。天聰九年（1635年），以善拊循所領人戶，進世職二等梅勒章京。崇德三年（1638年），授職刑部理事官。李國翰跟從大軍伐明，侵入邊境，明兵千餘據山列陣，李國翰督兵奮擊，大敗明軍，獲馬四十；進兵攻克牆子嶺，轉戰至山東，攻克濟南。大軍退還，攻入慶都、獲鹿，發砲摧毀其垣。崇德四年（1639年），授職鑲藍旗漢軍梅勒額真。崇德五年（1640年），跟從大軍攻打錦州，攻克呂洪山臺。崇德七年（1642年），攻下塔山、杏山，擢升鑲藍旗漢軍固山額真。崇德八年（1643年），跟從攻克前屯衞、中後所。世職累進三等昂邦章京。
順治元年（1644年），跟從清兵入關，李國翰與固山額真劉之源、祖澤潤等率兵剿滅饒陽土寇康文斗、郭壯畿等，大軍進征山西。當時李自成敗走陝西，其黨羽猶分據太原、平陽諸府，李國翰與固山額真葉臣謀曰：「自成新敗，賊無固志，當以大兵直搗太原。太原既下，分道略定諸郡縣，餘賊非降即就馘耳。」乃合兵進拔太原，分道略定諸郡縣。師還，賚白金五百両。尋又從大將軍英親王阿濟格征陝西，李自成出走湖廣，大軍追從，大戰於應山，進攻武昌，與固山額真金礪等奪舟數百。
順治二年（1645年），命偕固山額真巴顏率兵下四川，次西安，叛將賀珍自漢中來犯，李國翰與駐防西安內大臣和洛輝分兵夾擊，大破叛軍，進位世職二等。順治三年（1646年），大將軍肅親王豪格師至，命令李國翰與巴顏逐捕延安餘寇，寇保張果老崖，掘壕圍困敵軍，乘夜攻克其寨，殲其渠，獲馬二百餘匹。遂跟從肅親王南下四川，殲滅張獻忠，復率兵渡涪江，擊破張獻忠部將袁韜，進世職一等。
順治五年（1648年）四月，授職定西將軍，同平西王吳三桂鎮守漢中。順治六年（1649年），明宗室朱森滏與其將趙榮貴以萬餘人侵犯階州，李國翰督兵赴援，每戰必先眾陷陣。諸將請曰：「將軍任討賊之重，柰何輕身犯鋒鏑？脫有不戒，憂及全軍。」李國翰曰：「吾固知此。然賊鋒頗銳，戰不利，勢將蔓延。吾故以力戰挫其鋒。明之失機，率由主兵者怯戰耗時，賊以坐大。覆轍可復蹈耶？」遂戰，陣中斬殺朱森滏、趙榮貴；復擊破其將王永強，斬首級數千，獲駝馬數百匹，收復宜君、同官、蒲城、宜川、安塞、清澗等縣。順治帝深嘉許其勇略，下諭以「自後但發縱指示，不必身先士卒」。叛將姜瓖佔據大同，其將劉登樓、張鳳翼、任一貴、謝汝德、萬鍊等分據附近諸郡縣，李國翰遣兵會剿，殲賊甚眾，撫定河東；進兵攻克府谷，擒斬所置經略高有才以下三百餘人，收降其將郝自德等，李國翰進封一等伯。
順治九年（1652年），李國翰與吳三桂督兵收復成都、嘉定，遣將徇重慶、敘州，皆攻下。明將王復臣等糾集倮儸萬餘人侵犯保寧，列象陣攻城，李國翰自緜州赴援，督兵橫擊敵軍，陣中斬殺王復臣，殲滅其眾。捷聞，進封三等侯，賞紫貂冠服、鋄金甲冑、櫜、鞍馬。順治十年（1653年），以四川平定，命與吳三桂還鎮漢中。順治十四年（1657年），明將譚文等與李自成餘黨劉二虎等為寇，攻陷重慶，使所置都督杜子香鎮守重慶。順治十五年（1658年），李國翰與吳三桂進討，自西充率兵下合州，杜子香迎戰，戰敗逃遁，收復重慶，取道桐梓，趨向遵義。明將李定國遣其將劉正國等據險拒戰，擊潰敵軍，自水西走雲南，攻取遵義及所屬州縣；復進兵攻克開州，並招降水西土司。當時大將軍羅託、經略洪承疇已取貴陽，李國翰還駐遵義，策會師攻取雲南。同年七月，李國翰於軍中逝世。喪聞至京城，順治帝命內大臣致奠，贈太子太保，賜諡號「敏壯」，侯爵准襲三次，循例改襲三等伯。乾隆年間，加封號「懋烈」。

## 家庭
- 六子：
  - 海尔图，镶蓝旗汉军都统，袭爵。
  - 李世盛，简亲王府一等护卫。其后代女李氏系怡僖親王弘曉嫡福晋。
  - 桑格（又桑額 (將領)，汉名李世荣），宁夏总兵、康熙十二年云南提督、湖廣提督，《钦定八旗通志：大臣传七十四》卷208有传。其子李楠，佐领、镶蓝旗汉军副都统。
  - 诺迈，镶蓝旗汉军都统。
  - 李世昌，云南布政使。
  - 诺穆图，康熙二十七年云南提督，和硕额驸，继妻郡主（礼亲王代善第十一女改嫁）。

## 延伸阅读
[在维基数据编辑]
 《清史稿/卷236》，出自趙爾巽《清史稿》